# خورجهان
خورجهان یک روستا در ایران است که در دهستان انگوران شهرستان ماه‌نشان واقع شده‌است. خورجهان ۳۲۳ نفر جمعیت دارد.